# 小川新一郎
小川 新一郎（おがわ しんいちろう、1926年8月1日 - 2015年9月5日）は、日本の政治家。元衆議院議員（7期）。

## 来歴・人物
1956年、統一地方選挙の埼玉県議会議員選挙に、創価学会系無所属として立候補し、初当選する（以降、連続3期）。
1961年11月27日、公明政治連盟結成に参加。1964年11月17日、公明党結成に参加する。
1967年の第31回衆議院議員総選挙に埼玉1区から公明党公認候補として立候補し、初当選（以降、7期）。
1980年の第36回衆議院議員総選挙では落選したが、1983年12月18日、第37回衆議院議員総選挙で当選し国政復帰。
1989年7月、韓国の民主化運動で逮捕された在日韓国人政治犯29名の釈放を嘆願するという趣旨の要望書に、署名した。
1990年の第39回衆議院議員総選挙に立候補せず、選挙地盤を公明党新人候補の福留泰蔵に譲り、政界を引退。
1996年、勲二等旭日重光章受章。
2015年9月5日、急性呼吸不全のため死去。89歳没。